# Gynoplistia (Gynoplistia) angustipennis
Gynoplistia (Gynoplistia) angustipennis is een tweevleugelige uit de familie steltmuggen (Limoniidae). De soort komt voor in het Australaziatisch gebied.